# William Havers
William F. Havers (* 1936) ist ein englischer Badmintonspieler. 

## Karriere
William Havers wurde 1960 Zweiter bei den French Open. Bei den Englischen Meisterschaften im Badminton erreichte er 1964 im Herreneinzel und 1965 zusammen mit John Havers im Herrendoppel jeweils den ersten Platz.

## Sportliche Erfolge
| Saison | Veranstaltung                         | Disziplin    | Platz | Name                         |
| ------ | ------------------------------------- | ------------ | ----- | ---------------------------- |
| 1960   | French Open                           | Herreneinzel | 2     | William Havers               |
| 1964   | Englische Badmintonmeisterschaft 1964 | Herreneinzel | 1     | William Havers               |
| 1965   | Englische Badmintonmeisterschaft 1965 | Herrendoppel | 1     | John Havers / William Havers |

## Referenzen
- Statistiken des englischen Verbandes

| Personendaten    | Personendaten               |
| ---------------- | --------------------------- |
| NAME             | Havers, William             |
| ALTERNATIVNAMEN  | Havers, William F.          |
| KURZBESCHREIBUNG | englischer Badmintonspieler |
| GEBURTSDATUM     | 1936                        |